# Токугава Ијецугу
Токугава Ијецугу (владао 1713-16), седми шогун из династије Токугава.

## Владавина
Шести и седми шогун династије Токугава нису били доброг здравља, и умрли су након само неколико година на функцији. Политика шогуната зависила је од саветника шогуна, и, опет, они су били извучени из „унутрашњег” особља блиског појединачним шогунима, а не из Вишег већа.

### Најважнији догађаји
- 1713. Токугава Ијецугу именован за шогуна
- 1714. Умире Каибара Екен, плодан писац о темама као што су етика за обичне људе, образовање за жене, природна историја и неоконфучијанска метафизика и космологија.
- 1715. Трговина Нагасакија ограничена на тридесет бродова годишње за Кинезе, два за Холанђане; Араи Хакусеки пише свој Извештај о Западу.
- 1716. Токугава Јошимуне постаје шогун и покреће прву велику реформу шогуната; Киохо ера почиње 22. јуна.[2]